# Stick (kortspel)
Stick är ett kortspel som delvis baseras på kortspelet åsna, men liknar just inte något annat spel. Stick spelas med en vanlig kortlek.

## Spelet delat i divisioner
Spelet börjar med att alla spelare får fem kort var. Den som är först i tur (som ofta lottas) får börja med att säga hur många stick denne försöker få. Denna fråga upprepas till alla spelare, och man måste svara ett högre antal stick, eller pass, vilket betyder att man inte satsar.
Den som satsat först väljer trumffärg. Spelet spelas utan jokrar, men Ruter 10 samt Spader 2 är jokrarna i spelet, och går över allting. När trumffärgen är vald får spelarna i tur och ordning byta kort från högen, som finns på bordet. Meningen med att byta kort är att få så många kort av trumffärgen som möjligt.
Sedan börjar kortvisningen. Den som börjar skall lägga ut ett kort. Om man sedan har ett kort av samma färg som kortet som lagts på bordet måste man lägga ut det, bekänna färgen. Annars skall man försöka lägga ut ett högre kort än kortet som först lagts, för att få sticket. Ruter 10 samt Spader 2 går över alla andra, de är i detta fall som trumfar också. Observera: Om kortet som läggs ut först inte är en trumf, kan kortet övertas med ett kort som är av trumffärgen.
På så sätt fortsätter man tills alla har slut på sina kort. Man räknar de stick man fått. Om man sagt pass tidigare får man räkna de stick som man fått. Om man satsat till exempel på 2 stick, och fått 2 eller fler stick får man räkna dubbelt 2 = 4 stick. Man får inte fler stick även om man satsat 2 och fått mer än två. Men om man satsat till exempel 2 och inte fått två, då får man 4 minusstick, dvs. fyra stick bort från det egentliga antalet.
När man räknat poängen i denna omgång börjar man en ny omgång. Nästa spelare motsols är den vars tur det är att satsa först.

## Vinst
Den som först fått 21 stick vinner spelet.
Det finns flera olika versioner av spelet, men denna version är den klassiska versionen.